# Автоген

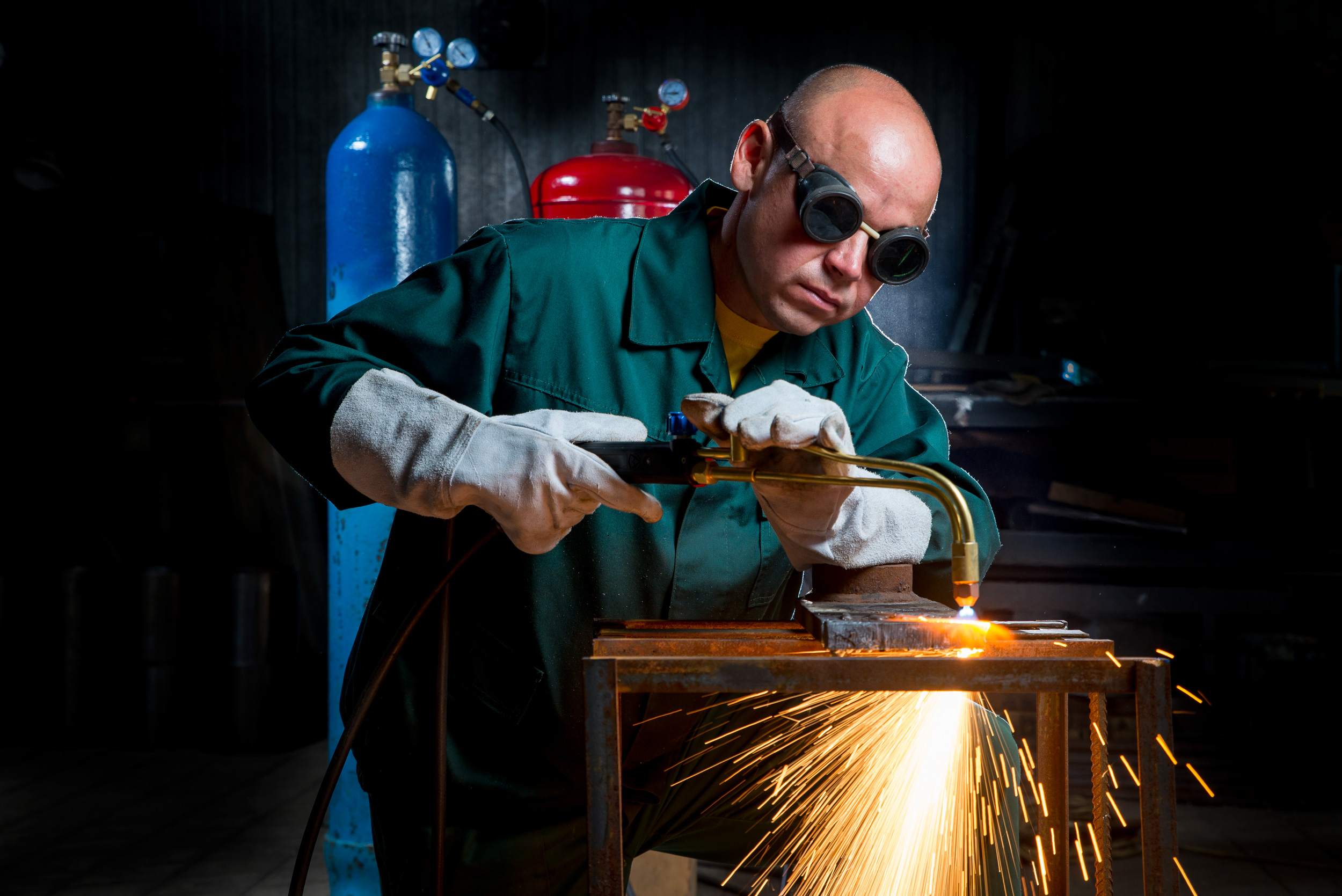
Газове різання металу

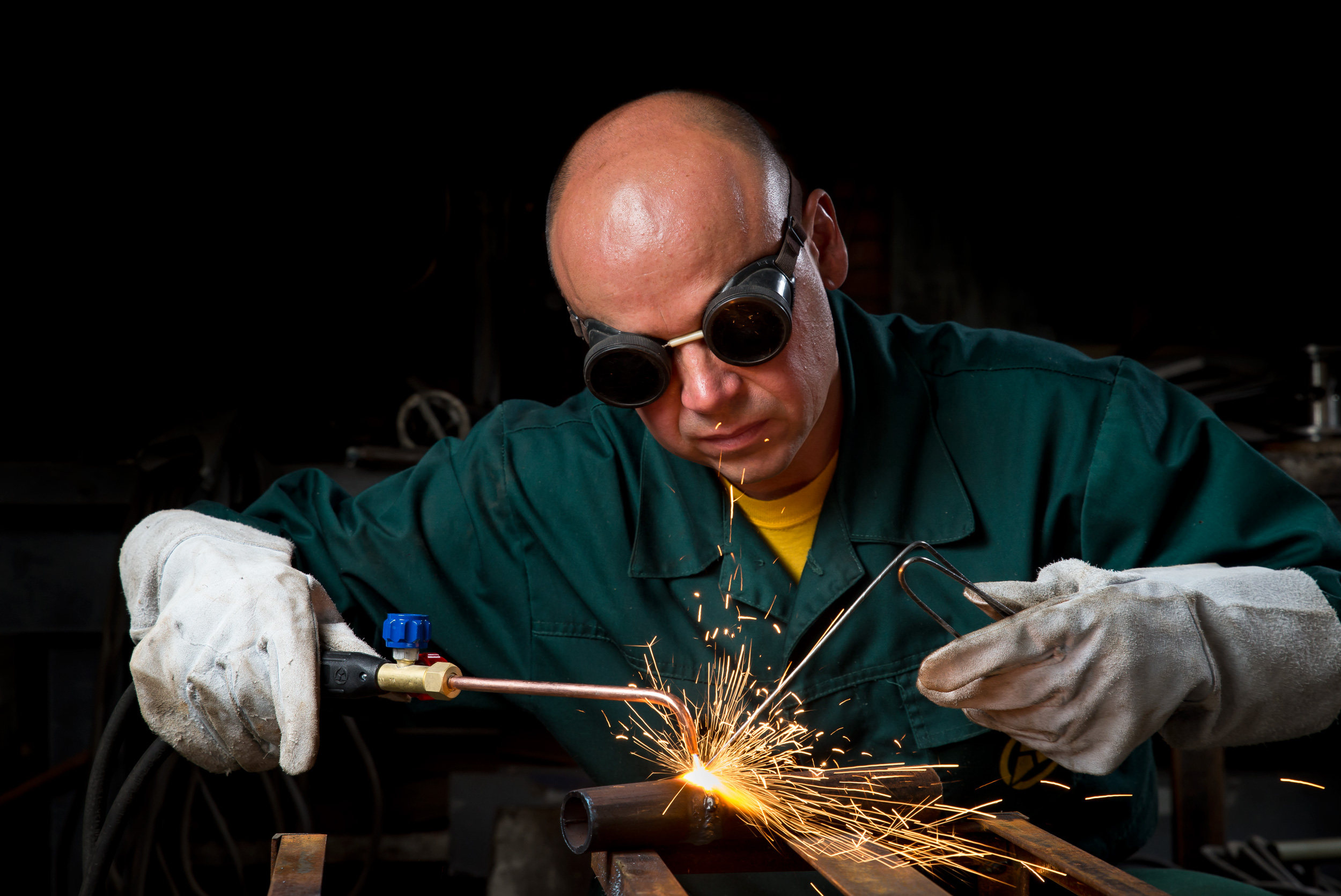
Зварювання труб

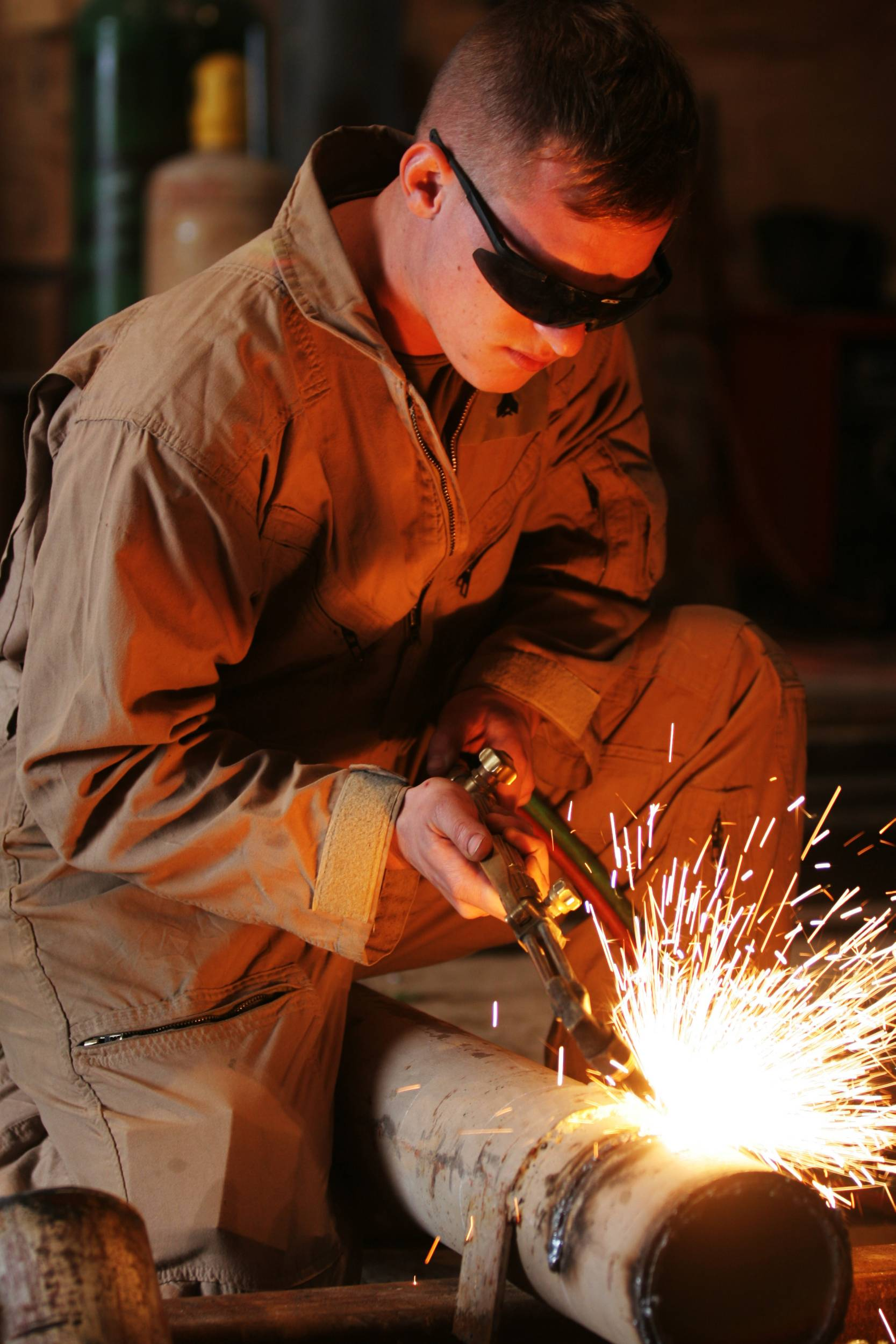
Газове різання металу

Автоген — апарат для автогенного (під впливом дуже високої температури без обробляння знаряддями) різання й зварювання металів. Інші назви процесу — газове різання, газове зварювання (металів), кисневе різання, кисневе зварювання. При різанні відбувається згоряння металу в кисні або ацетилені. Товщина металевого листа при різанні — 2 мм і більше.

## Використання
Автогенне зварювання застосовують для зварювання тонкостінних виробів зі сталі, кольорових металів і сплавів, для наплавляння твердих сплавів при ремонтних роботах.